# أوقست أدلر
أوقست أدلر (بالألمانية: August Adler)‏ هو رياضياتي وعالم فلك ألماني، ولد في 24 يناير 1863 في أوبافا في التشيك، وتوفي في 17 أكتوبر 1923 في فيينا في النمسا.